# Барнабіанткарі
Барнабіанткарі (груз. ბარნაბიანთკარი) — село в Грузії.
За даними перепису населення 2014 року в селі проживає 264 особи.